# Jason Scotland
Jason Kelvin Scotland (* 18. Februar 1979 in Morvant) ist ein ehemaliger Fußballspieler aus Trinidad und Tobago. Scotland war ein beidfüßiger Stürmer und spielte die meiste Zeit seiner Karriere in der englischen Football League Championship und der schottischen Premiership.

## Vereinskarriere
Scotland begann seine Profilaufbahn bei San Juan Jabloteh und dem Defence Force FC auf Trinidad. Im Januar 2003 erzielte er bei einem Freundschaftsspiel der Auswahl seiner Heimat gegen  den schottischen Erstligisten Dundee United beide Treffer zum 2:1-Sieg seiner Mannschaft, wegen dieser Leistung schloss Dundee United einen Zweijahresvertrag mit ihm. In den nächsten beiden Jahren spielte er 40 Mal für Dundee in der schottischen Premier League und erzielte dabei acht Tore.
Kurz vor Ablauf seines Vertrages im Frühsommer 2005 wurde er sich mit dem Club einig, sein Engagement um zwei weitere Jahre zu verlängern, doch das Home Office Department des Vereinigten Königreiches verweigerte Scotland die Arbeitserlaubnis, da der für die Scottish Premier League zuständige Ausschuss erklärte, er spiele zu selten in der Auswahl seiner Heimat. Weder Proteste seines Clubs noch eine Petition mit mehr als 3.500 Unterzeichnern konnten an der Entscheidung etwas ändern, sie halfen aber wahrscheinlich, dass der schottische Verband Scotland zumindest als zweitligatauglich bei der britischen Ausländerbehörde meldete. Dies ermöglichte die Erteilung einer Arbeitserlaubnis für diese unterklassige Liga und den Abschluss eines Vertrages beim FC St. Johnstone. Bei den Saints etablierte er sich auf Anhieb als Top-Stürmer, mit 15 Toren in 35 Pflichtspielen wurde er bester Torschütze der Saison 2005/06 des Clubs. Nach seiner zweiten Saison 2006/07 wurde er in die Elf des Jahres der Liga gewählt.
Er ging zu Swansea City in die Football League One. In seiner ersten Spielzeit trug mit 24 Toren zum Aufstieg in die Football League Championship bei. In der Saison 2008/09 konnte er Swansea City mit 21 Toren helfen, den souveränen Ligaerhalt zu schaffen. The Swans beendeten die Saison auf dem hervorragenden 8. Rang.
Im Juli 2009 wechselte Scotland schließlich für £ 2.000.000 zu Wigan Athletic. Dort hat er sich bereits einen Stammplatz sichern können, obwohl er bisher noch nicht regelmäßig als Torschütze in Erscheinung trat. Sein erstes Tor erzielte er am 4. April 2010 gegen den FC Fulham.
Am 23. August 2010 wechselte er zu Ipswich Town.

## Nationalmannschaft
Scotland hatte bereits in der U-23 Auswahl seiner Heimat gespielt, als im November 2000 gegen Panama sein Debüt für die A-Nationalmannschaft gab. Nach nur zwei Kurzeinsätzen 2001 gegen Grenada, bei denen ihm auch sein erstes internationales Tor gelang, kam er bis Januar 2003 nicht mehr zum Einsatz. In der ersten Hälfte von 2003 fehlte er dann aber bei keinem Spiel seiner Heimat. Er konzentrierte sich ab dem Sommer 2003 auf seine Vereinskarriere, so dass Scotland seitdem nur noch fast ausschließlich während der Sommerpause der britischen Ligen für seine Heimat auflief. Insgesamt spielte er 40 Mal in A-Länderspielen für sein Land, dabei erzielte er acht Tore. Scotland stand im Endrundenaufgebot seines Heimatlandes bei der Fußball-Weltmeisterschaft 2006 in Deutschland, wurde jedoch nicht eingesetzt.